# Castellar (Valldaneu)
El Castellar o Castellar de Dalt és una masia i antiga casa forta de Sant Martí de Centelles (Osona) declarada bé cultural d'interès nacional.

## Descripció
És una masia de grans dimensions que es troba dins d'una propietat que engloba el mas Castellar de Baix, les Pujades i el Fabregà ocupant els contraforts superiors dels cingles de Bertí. És un edifici, de caràcter agrícola i ramader, de planta rectangular amb diversos cossos afegits, un a cada costat i el de façana al sud lleugerament més avançat, al voltant d'una petita era enllosada. Els murs són de paredat comú rejuntat amb morter, amb lloses de fàbrica mitjana i petita de pedra sorrenca local i amb l'ús concret de l'arrebossat. La coberta és a doble vessant utilitzant la teula aràbiga i amb el carener orientat est a oest.
L'entrada es realitza per la façana sud i l'accés es fa a través d'una portalada, amb llinda monolítica gravada; flanquejada per una banqueta exterior de mig metre d'alçada de pedres de grans dimensions, segurament reaprofitades. Aquesta façana principal presenta una estructura simètrica on s'obren les diverses obertures totes emmarcades amb llindes de pedra a les quatre cares actuant com a element decoratiu. La portalada d'accés dona pas a un vestíbul a l'interior on es conserva una premsa i una gran llinda monolítica gravada amb el nom de la família Castellar i amb el dibuix d'un castell, motiu de la casa.
Al voltant d'aquest espai es distribueixen les diferents sales, bàsicament les quadres, el celler i una dependència per als jornalers constituïda per una petita cuina de pedra, una llar de foc, formant un espai de menjador i on també està ubicat un bugader de cendra. Al fons d'aquest mateix vestíbul se situa una petita escala de factura senzilla (barana de fusta i escales de pedra) que permet l'accés a les dependències privades del mas: una gran sala central i la resta d'habitacions d'ús privat juntament amb altres dependències d'ús bàsic.
La façana nord del mas s'organitza en base un eix de simetria constituït per petites finestres disposades en grups de tres i en vertical, emmarcades amb grans llindes de pedres, brancals de carreus i lleixa motllurada. Aquest cos també presenta obertures tapiades amb totxana en el primer pis. A la façana posterior trobem cinc finestres més, distribuïdes amb certa regularitat i de grandària mitjana, amb el mateix tractament ornamental que les altres.
La dependència annexa de la façana nord presenta gran singularitat. Es tracta d'una construcció rectangular allargada en l'eix est-oest de factura senzilla basada en la pedra de carreus de petites dimensions i una coberta a doble vessat i de teula aràbiga. El seu accés per una petita obertura emmarcada per llindes de pedra local ben treballada i amb diverses obertures disposades a la façana nord, ja que la sud es troba parcialment adossada al mas. La morfologia d'aquesta estructura és determinada per les seves funcions i és que hauria estat utilitzat com un petit hostal franc o punt d'allotjament pels viatgers que passaven per la zona. I a l'interior s'hi troben diverses dependències separades en funció dels sexes dels passants.
El conjunt del mas es complementa amb una petita capella dedicada a la Mare de Déu dels Dolors i diverses dependències agrícoles i ramaderes. L'abastiment d'aigua es realitza a través d'una font-mina propera.
El seu ús originàriament hauria estat el d'una casa forta documentada del període baixmedieval. Algunes restes de murs de la construcció medieval podrien haver estat aprofitats i integrats a l'edificació actual, si bé la majoria dels murs i estructures se situarien al subsol.

## Història
La primera referència documental del mas data del 1240 i situa aquesta domus dins l'adscripció de la parròquia de Sant Pere de Valldaneu. Una hipòtesi de recerca identificava aquest gran casal com la Domus del Congost, esmentada en diversos moments en la documentació i que no ha estat localitzada. La família Congost és coneguda des del 1198, les primeres referències es troben amb Pere de Congost (1196-1201) i ja al segle xiii els propietaris seran Bernat de Congost i Romena documentats entre 1245 i 1251.
La família Congost es refongué vers el 1272 amb la de Santa Coloma, pel casament de Gaia de Congost amb Bernat de Santa Coloma. Els Santa Coloma foren una altra família important de la zona de l'Alt Congost tenint com a propietat principal Santa Coloma Saserra. El 1278 Bernat de Santa Coloma apareix encara com el propietari i al mateix XIII la va establir de nou Guillem de Castellar. A partir d'aquí els cognomitats seran la família Castellar, actualment encara propietaris del mas.
Els pocs documents recollits d'aquesta família la presenten com a propietària de terres i masos diversos a Valldaneu, Balenyà i Centelles. Els seus membres s'intitulaven milites o cavallers i es diuen amos de les possessions i persones dels masos Castellar superior i Castellar inferior de Valldaneu, de la Sala i del mas Valldaneu, el mas Casadevall de Balenyà, del Soler de la Garga i de terres de l'Oller de Valldaneu. En un fogatge del 1553 apareixen els noms de 14 famílies de la parròquia d'on es destaquen els noms de: Joana Valldeneu, Guillem Esglésies, Pere Joan Oller, Miquela Castellar Subirà i Elisabet Castellar Jussà.
Com ho demostren les diferents reformes arquitectòniques el mas va ser refet a inicis del segle xviii (1701-1800), concretament cap al 1733. Les últimes reformes documentades són de principis del segle xx, moment en què repicaren l'entrada d'accés al mas i deixaren la pedra vista. Per la seva particular situació estratègica i geogràfica sobre els contraforts dels cingles de Bertí, aquest mas ha constituït l'eix vertebrador de la zona tant per la mateixa categoria de domus com pel fet d'estar situada sobre un antic eix de comunicacions que s'evidencia amb l'existència d'un complex d'hostalatge. Aquesta domus pertany actualment a la mateixa família Castellar que es dedica principalment a tasques agrícola-ramaderes, i sobretot al vacum.